# Changpo, Guangdong
Changpo (kinesiska: 长坡)  är en köping i sydöstra Kina. Den ligger i Gaozhou i staden Maoming i provinsen Guangdong, omkring 260 kilometer sydväst om provinshuvudstaden Guangzhou. Antalet invånare är 66 916. Befolkningen består av 32 507 kvinnor och 34 409 män. Barn under 15 år utgör 22,0 %, vuxna 15-64 år 66 %, och äldre över 65 år 11,0 %.